# Marx-Engels-Gesamtausgabe

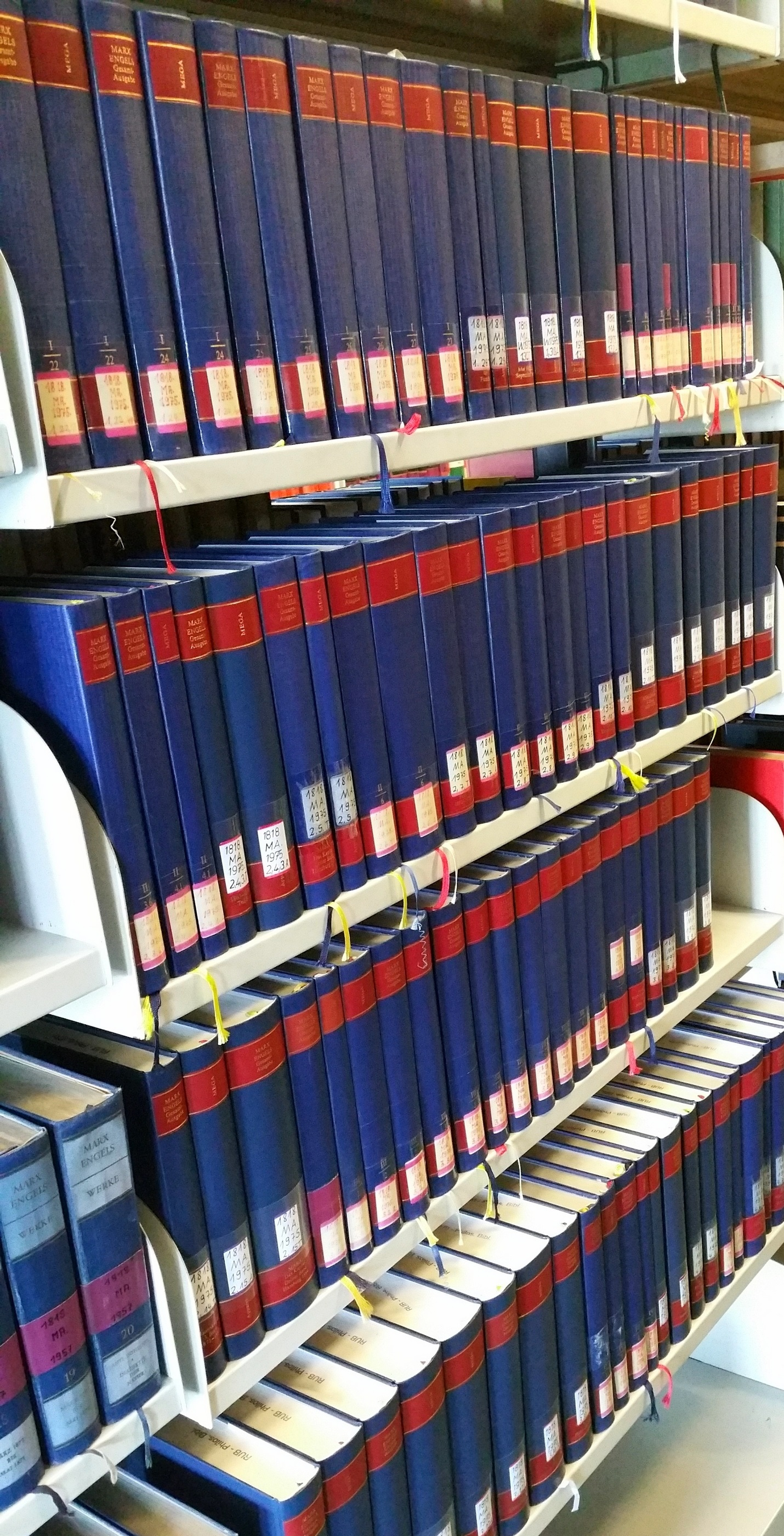
Bände der MEGA^{2} in einer Bibliothek.

Die Marx-Engels-Gesamtausgabe (MEGA) ist die vollständige, historisch-kritische Ausgabe der Werke und der Veröffentlichungen der nachgelassenen Manuskripte (Entwürfe) und des Briefwechsels von Karl Marx und Friedrich Engels. Sie bietet das überlieferte literarische Erbe von Marx und Engels erstmals in seiner umfassendsten Gesamtheit dar. Zu den bereits bekannten Schriften, Artikeln und Briefen – auch den an sie gerichteten Briefen Dritter – kommen eine Reihe bisher unveröffentlichter bzw. neu entdeckter Arbeiten. Darüber hinaus werden alle Manuskripte, Entwürfe, Notizen und Exzerpte publiziert.
Sämtliche Texte werden in der Sprache der jeweiligen Originale getreu den überlieferten autorisierten Textvorlagen, auf Grundlage der originalen Handschriften und Drucke wiedergegeben. Unvollendete Manuskripte werden in dem Bearbeitungsstadium dargeboten, in dem die Autoren sie hinterlassen haben.
Die MEGA dokumentiert vollständig und übersichtlich die Entwicklung der Werke von den ersten Gedankenskizzen bis zur Fassung letzter Hand mit Hilfe moderner Editionswissenschaft. Die wissenschaftliche Kommentierung erfolgt in separaten Apparatbänden: In einer Einführung wird das präsentierte Material vorgestellt und wissenschaftsgeschichtlich eingeordnet.
Jedes Werk wird mit einer Entstehungs- und Überlieferungsgeschichte vorgestellt, dies schließt den Verfasserschaftsnachweis, die Datierungsbegründung sowie eine genaue Beschreibung der überlieferten Handschriften und autorisierten Drucke ein. Es folgen Variantenverzeichnisse, Korrekturenverzeichnisse und Erläuterungen mit Sachhinweisen, werkimmanente Verweise und Quellenbelege sowie ein umfangreicher Registerapparat.

## MEGA1

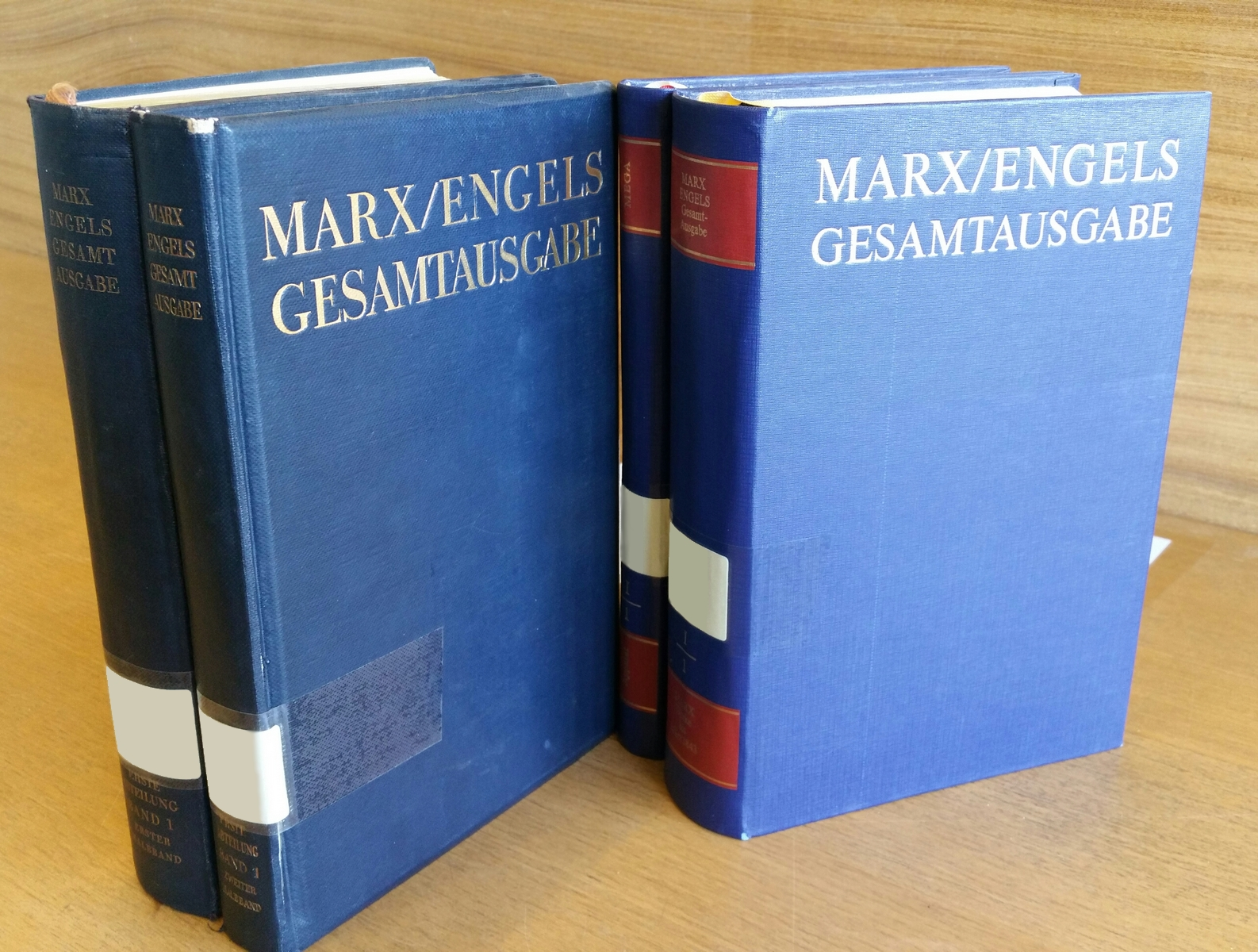
Die Bände I/1 der MEGA^{1} (1927/1929) und der MEGA^{2} (1975) im direkten Vergleich.

Bereits von 1927 bis 1935 bzw. 1940 erschien in Moskau eine wissenschaftlichen Editionskriterien verpflichtete Marx-Engels-Gesamtausgabe (die sogenannte Erste MEGA oder MEGA1), die aber nach der Verhaftung (1931) und Hinrichtung des Leiters des dortigen Marx-Engels-Institutes David Rjasanow 1938 und weiterer Mitarbeiter im Zuge der Stalinschen Säuberungen abgebrochen wurde. Von dieser Ausgabe sind insgesamt vierzehn Bände erschienen; wichtige Texte des Frühwerks wurden hier erstmals publiziert. Als wissenschaftliches Begleitorgan erschienen das Marx-Engels-Archiv in deutscher Sprache in zwei Bänden 1925 und 1927 in Frankfurt am Main und eine russische Ausgabe, teilweise zweisprachig. Die ersten fünf Bände wurden von Rjasanow herausgegeben, weitere sieben Bände von Wladimir Adoratski.

## MEGA2
Das Editionsprojekt wurde Ende der 1960er von dem Institut für Marxismus-Leninismus beim ZK der KPdSU und von dem Institut für Marxismus-Leninismus beim ZK der SED begonnen. Im Vergleich zu der Studien-Ausgabe der Marx-Engels-Werke (MEW) war eine vollständige Wiedergabe auch der gesamten Korrespondenz der beiden Autoren, sämtlicher Exzerpte, Notizen, Randglossen in Büchern usw. geplant. Die ersten Bände der Edition erschienen 1975 im Dietz Verlag; bis 1991/1992 erschienen 40 unter den alten Herausgebern und Redaktionen erarbeitete (Doppel-)Bände bzw. Teilbände. Begleitet wurde die Ausgabe von dem Marx-Engels-Jahrbuch (1978–1991) in 13 Bänden, von den Beiträgen zur Marx-Engels Forschung (1977–1989) in 29 Heften, den Halleschen Arbeitsblättern zur Marx-Engels-Forschung (1976–1979) in 23 Heften und den Marx-Engels-Forschungsberichten in 6 Heften.
Seit 1990 wird die MEGA von der Internationalen Marx-Engels-Stiftung (IMES) in Amsterdam herausgegeben. Die IMES wurde 1990 auf Initiative des Internationaal Instituut voor Sociale Geschiedenis (IISG) Amsterdam, in dessen Archiv sich der größte Teil der Handschriften von Marx und Engels befindet, gegründet, um die in den 1970er Jahren in Moskau und Berlin begonnene MEGA fortzuführen. Die politisch unabhängige IMES ist ein internationales Netzwerk, dem heute neben dem IISG und der Berlin-Brandenburgischen Akademie der Wissenschaften das Historische Forschungszentrum der Friedrich-Ebert-Stiftung in Bonn und das Russische Staatsarchiv für sozio-politische Geschichte (RGASPI) in Moskau angehören. Derzeit arbeiten Wissenschaftler in Deutschland, Russland, den Niederlanden, Japan, Frankreich, Dänemark, Italien und den USA an der MEGA, deren Editionsarbeiten an der Berliner Akademie koordiniert werden. Seit 1998 erscheint die MEGA im Akademie Verlag, über den auch die in den Jahren 1975 bis 1993 im Dietz-Verlag, Berlin, veröffentlichten Bände zu beziehen sind.
Im Zuge der Umstrukturierung nach 1990, deren wesentliche Merkmale die Entpolitisierung und Akademisierung der Ausgabe waren, wurden auch neue Editionsrichtlinien (1993) beschlossen, die u. a. zu einer Verringerung der Anzahl der geplanten Bände führten. Maßgeblich ediert wird die MEGA an der Berlin-Brandenburgischen Akademie der Wissenschaften (BBAW) in Verbindung mit internationalen Editorenteams, die jeweils einzelne Bände bearbeiten.
Ab 2011 werden die bisher gedruckt erschienenen Bände digital zugänglich gemacht. Zurzeit können folgende Bände der Zweiten Abteilung „Das Kapital und Vorarbeiten“ eingesehen werden.
- Band 1.1. und 1.2. („Grundrisse“)
- Band 4.1. (Das Kapital. Ökonomisches Manuskript 1863–1865 von Marx)
- Band 5 („Das Kapital“, Hamburg 1867)
- Band 11 („Das Kapital“. Manuskripte zum zweiten Buch 1868 bis 1881 von Karl Marx)
- Band 12 („Das Kapital“. Zweites Buch. Redaktionsmanuskript von Friedrich Engels 1884/1885)
- Band 13 („Das Kapital“. Zweiter Band. Hamburg 1885)
- Band 15 („Das Kapital“, 3. Band, Druckfassung 1894)

Begleitet wurde die Ausgabe von der von 1994 bis 2002 durch die IMES ursprünglich halbjährlich herausgegebenen Zeitschrift MEGA-Studien, die sich editionswissenschaftlich mit Marxens und Engels’ Werk beschäftigte. Seit 2003 erfüllt diese Aufgabe das inhaltlich weiter gefasste neubegründete Marx-Engels-Jahrbuch.
Die Gemeinsame Wissenschaftskonferenz (GWK) hat am 30. Oktober 2015 die Fertigstellung der Marx-Engels-Gesamtausgabe (MEGA) in neukonzipierter Form beschlossen. Zukünftig sollen die Briefbände und ein großer Teil der Exzerpte nur noch digital publiziert werden.
Die Arbeit an der MEGA und die damit verbundene Forschung wird vom Berliner Verein zur Förderung der Edition der Marx-Engels-Gesamtausgabe maßgeblich unterstützt und auch selbst geleistet. Der Verein wurde 1990 gegründet. Aktuelle Vorstandsmitglieder sind Rolf Hecker und Michael Heinrich .

### Gliederung
Die Ausgabe ist in vier Abteilungen gegliedert und wird 114 Bände umfassen:

#### Abteilung I (Werke, Artikel, Entwürfe)
Die Bände dieser Abteilung enthalten sämtliche philosophischen, ökonomischen, historischen und politischen Werke, Schriften, Artikel und Reden von Marx und Engels sowie überlieferte Vorstufen und spätere Bearbeitungen einschließlich der von Marx und Engels selbst angefertigten Übersetzungen, unabhängig davon, ob die Texte vollendet wurden. Ausgenommen bleibt Marx’ Werk Das Kapital mit den direkt dazugehörenden Vorstufen. Alle Schriften werden in den Originalsprachen und in allen autorisierten Fassungen (einschließlich Übersetzungen) zugänglich gemacht. Überlieferte Manuskripte (Planskizzen, Entwürfe, Fragmente usw.) einschließlich ihrer innerhandschriftlichen Textentwicklung finden ebenfalls Aufnahme. Als Anhang werden Arbeiten von Marx und Engels, die ohne ihr Einverständnis Veränderungen erfuhren, Arbeiten anderer Autoren, die von Marx und Engels bearbeitet wurden oder unter deren unmittelbarer Teilnahme entstanden, Arbeiten, bei denen die Autorschaft von Marx und Engels nicht mit ausreichender Sicherheit nachzuweisen ist, sowie Dokumente, die von Marx und Engels unterzeichnet worden sind, in geeigneter Form veröffentlicht. Die I. Abteilung der MEGA wird insgesamt 32 Bände umfassen.

#### Abteilung II (Das Kapitalund Vorarbeiten)

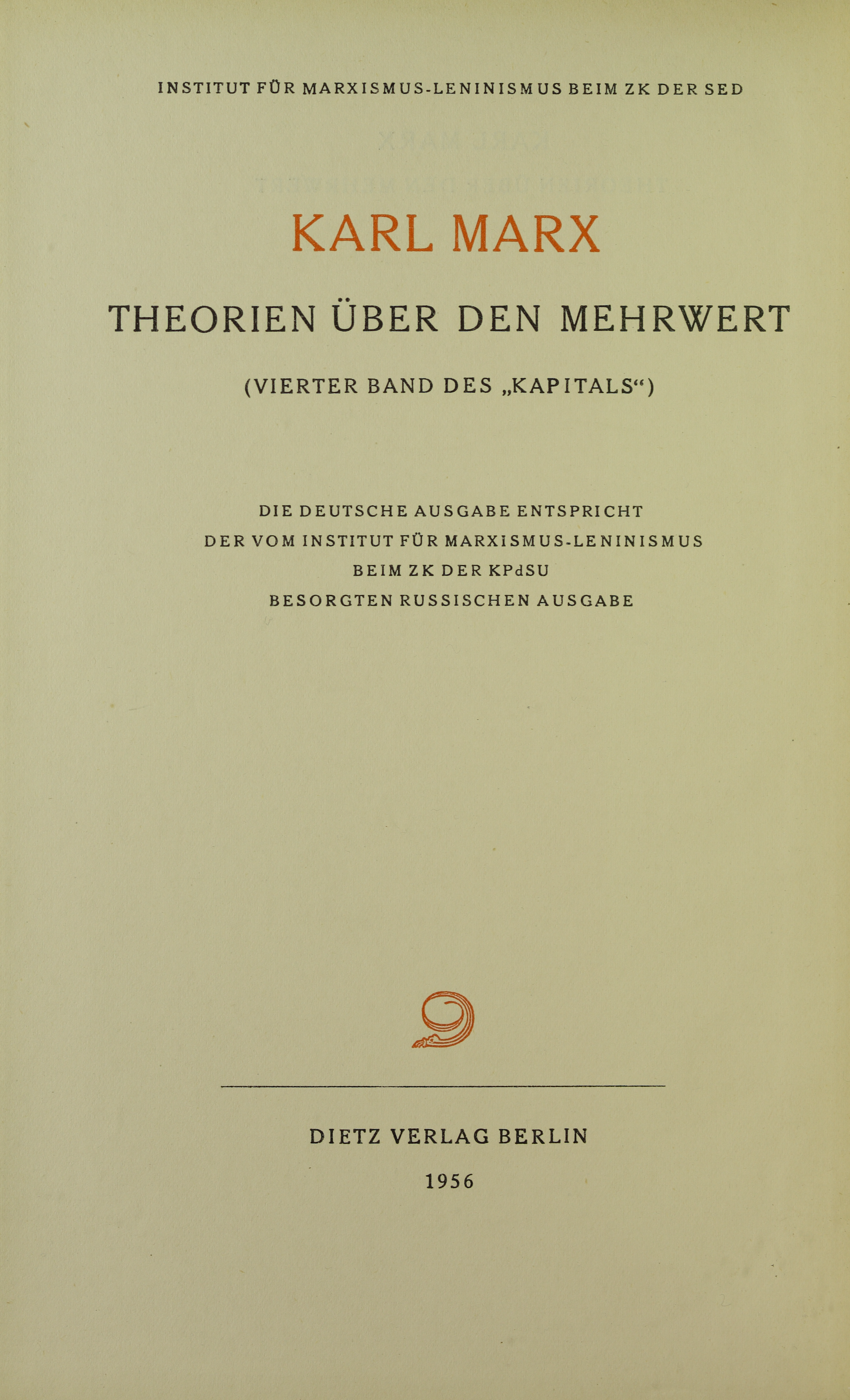
Karl Marx, Theorien über den Mehrwert, 1956

Diese Abteilung vereint Marx’ Werk Das Kapital in seinen autorisierten Ausgaben, einschließlich Übersetzungen, und alle direkt dazugehörenden Werke und Manuskripte, beginnend mit den ökonomischen Manuskripten von 1857/1858. Erstmals werden damit alle ökonomischen Manuskripte von Marx vollständig dargeboten, darunter das Manuskript von 1861 bis 1863, dessen Kernstück „Theorien über den Mehrwert“ bilden, und das Marxsche Manuskript aus den Jahren 1863 bis 1868, das die ursprüngliche Fassung des zweiten und den einzigen von Marx hinterlassenen Entwurf des dritten Bandes enthält. Zu den autorisierten Drucken des ersten Bandes des „Kapital“ gehören neben den vier deutschen Auflagen die von Marx redigierte und wesentlich veränderte französische Ausgabe und die von Engels durchgesehene englische Übersetzung. Gleichfalls werden die von Engels aus den Marxschen Manuskripten erarbeiteten und herausgegebenen Fassungen des zweiten und dritten Bandes des „Kapital“ veröffentlicht. Der abschließende Teilband II/4.3. erschien 2012. Damit ist die Abteilung II der MEGA abgeschlossen (15 Bände in 23 Teilbänden).

#### Abteilung III (Briefwechsel)
Diese Abteilung enthält den gesamten überlieferten Briefwechsel von Marx und Engels: die von ihnen (bzw. in ihrem Auftrag) geschriebenen und die an sie gerichteten Briefe – darunter zahlreiche Erstveröffentlichungen – in chronologischer Reihenfolge. Insgesamt wird die Abteilung 35 Bände umfassen.

#### Abteilung IV (Exzerpte, Notizen, Marginalien)
Diese Abteilung bringt sämtliche Exzerpthefte, Einzelexzerpte, chronologische Tabellen, bibliographische Verzeichnisse sowie Notizbücher, Adresslisten, Quittungen und andere Einzelnotizen von Marx und Engels. Dazu kommen noch die Marginalien von Marx und Engels in den von ihnen gelesenen Büchern. Mit den 32 Bänden der Abteilung werden umfangreiche Materialien aus ihrem literarischen Nachlass zumeist erstmals veröffentlicht.

### Chinesische Ausgabe der Werke von Marx und Engels auf Basis der MEGA2
In China erscheint seit Mitte der 1990er Jahre auf Basis der MEGA2 die zweite Ausgabe der Werke von Marx und Engels, nachdem der ersten Ausgabe (von 1953 bis 1983) nicht Originaltexte, sondern Übersetzungen von Teilen der zweiten russischen Ausgabe der Werke von Marx und Engels zu Grunde lagen.

## Auszeichnungen
1981 wurde das „Kollektiv der Marx-Engels-Gesamtausgabe“ „für seine Arbeiten auf dem Gebiet der Marx-Engels-Forschung bei der Herausgabe der Marx-Engels-Gesamtausgabe“ mit dem Nationalpreis der DDR I. Klasse für Wissenschaft und Technik geehrt.